# Tâf
De Tâf is een rivier in Wales. De Tâf ontspringt in de Preseli Hills in Noord-Pembrokeshire, nabij Crymych en is ruim 50 km lang. De rivier vloeit langs Llanfyrnach, Login en Whitland en vloeit ten zuiden van St Clears in de Baai van Carmarthen nabij Laugharne. 
De Tâf moet niet verward worden met de rivier de Taff.